# Studentkåren Malmö
Studentkåren Malmö är en sammanslutning av de ca 25 000 studenter som läser vid Malmö universitets fyra fakulteter hälsa och samhälle (HS), lärande och samhälle (LS), kultur och samhälle (KS) samt teknik och samhälle (TS). Studentkåren Malmö organiserar alltså inte studenterna vid Odontologiska Fakulteten som istället tillhör den Odontologiska Studentkåren, ej heller lärosätets doktorander, som tillhör Malmö doktorandkår. Det är Sveriges fjärde största studentkår, räknat i antalet representerade studenter. 

## Organisation
Studentkåren Malmö är organiserat kring Fullmäktige - kallat FUM - med 29 ledamöter. 19 av dessa väljs i direkta personval, helt utan partier eller liknande, under våren varje år. De tio övriga utses av ett FORUM på respektive område som faller under Studentkåren Malmös verksamhet; två från Teknik och samhälle respektive Hälsa & samhälle samt tre från Lärarutbildningen respektive Kultur & samhälle. Detta för att få en ökad spridning av studenterna inom FUM men även för att minimera risken för att ett område ska vara orepresenterat. 
Studentkåren Malmös styrelse består av elva personer valda av Fullmäktige, ur Fullmäktige. Styrelsen leder studentkårens verksamhet, verkställer till viss del verksamheten och ansvarar inför Fullmäktige för verksamhetsplanen och budgeten för verksamhetsåret. Styrelsen konkretiserar verksamhetsplan och budget efter att dessa fastställts av Fullmäktige vid dess konstituerande möte för året - det så kallade KonstFUM.
Av de elva ledamöterna utgör två presidiet - en Kårordförande och en Vice kårordförande. Utöver dessa finns det fyra studentombud, ett på var och en av fakulteterna för hälsa och samhälle (HS), teknik och samhälle (TS), fakulteten för kultur och samhälle (KS) samt fakulteten för lärande och samhälle (LS). Dessa fyra ledamöter är heltidsavlönade av Kåren för politiskt påverkansarbete och för hjälp och stöd till studenterna vid Malmö universitet.
Det finns även fyra helt ideella ledamöter i styrelsen. Det är inte någon skillnad på ideella ledamöter eller studentombud i styrelsen, utan den enda skillnaden är att dessa ideella inte får lön för sitt engagemang i Kåren. De är vanliga studenter och styrelsens absolut viktigaste länk ut till studenterna på universitetet. 

## Historia
Studentkåren Malmö grundades 2001 genom en sammanslagning av Pedagogkåren i Malmö, Malmö Hälsokår och Malmö Tvärkår.

## Studenttidningen SUM
Sedan år 2000 ger Studentkåren Malmö ut tidningen SUM. Tidningen drivs ideellt och kommer ut 2-4 gånger om året i ca 1000 exemplar. Innan 2018 hette tidningen Mahskara (med undertiteln magasin för Malmö högskolas studenter)